# The Weak's End
 (décembre 2023).
Si vous disposez d'ouvrages ou d'articles de référence ou si vous connaissez des sites web de qualité traitant du thème abordé ici, merci de compléter l'article en donnant les références utiles à sa vérifiabilité et en les liant à la section « Notes et références ».
Albums de Emery (groupe)
The Columbus EEP Thee (EP)
(2002) The Question
(2005)
The Weak's End est le premier album du groupe américain Emery, sorti en juin 2004.

## Liste des titres
1. Walls - 3:23
2. The Ponytail Parades - 4:05
3. Disguising Mistakes with Goodbyes - 3:20
4. By All Accounts (Today Was a Disaster) - 4:06
5. Fractions - 5:14
6. The Note from Which a Cord Is Built (labeled "Untitled" on original release) - 2:28
7. Bloodless - 4:22
8. Under Serious Attack - 3:49
9. As Your Voice Fades - 4:02
10. The Secret - 6:00

Toutes les chansons écrites par Emery.

## Intervenants extérieurs
- Ed Rose – production, enregistrement
- Troy Glessner – additional tracking, mastering
- JR McNeely – mix
- Zach Hodges – mix additionnel
- Kris McCaddon – photographie